# Ilyas El Arbaoui
Ilyas El Arbaoui (en arabe : إلياس العرباوي), né le 4 mars 2008 à Bilbao, est un footballeur marocain qui joue au poste d'arrière gauche à l'Athletic Club.

## Biographie

### Carrière en club
Né à Bilbao en Espagne, Ilyas El Arbaoui est formé depuis 2018 par l'Athletic Club, où il s'illustre d'abord avec les équipes de jeunes,, et est évoqué parmi les plus grandes promesses du club basque,,.

### Carrière en sélection
Ilyas El Arbaoui est international marocain junior avec les moins de 15 puis les moins de 16 ans en 2023.
En mars 2025 El Arbaoui est convoqué avec l'équipe du Maroc des moins de 17 ans pour participer à la Coupe d'Afrique des nations des moins de 17 ans qui a lieu en mars puis avril à domicile,,.
Remplaçant au poste d'arrière gauche lors de la compétition, El Arbaoui entre en jeu dans la plupart des match comptant également une titularisation pour le match de poule contre la Tanzanie,,. Le Maroc atteint la finale du tournois après sa victoire aux tirs au but face à la Côte d'Ivoire (0-0 dans le temps réglementaire),, et remporte la compétition après un autre match nul et vierge (4-2 aux tirs au but) face au Mali. Les marocains remportent ainsi le premier titre de leur histoire dans la compétition,.

## Palmarès
Maroc -17 ans
- Coupe d'Afrique des nations
  - Champion en 2025
- Championnat d'Afrique du Nord
  -  Médaille de bronze en 2024